# Eiserne Faust
L'Eiserne Faust (en français : poing de fer) est une association informelle qui réunissait des officiers de la Reichswehr partageant des idées nationalistes wilhelmiennes, conservatrices, et surtout völkisch. Elle est fondée en 1919 à Munich.

## Constitution
Parmi ses membres principaux figuraient Ernst Röhm, Karl Mayr et Josef Römer. Ces officiers, proche du général Franz von Epp, débattaient de stratégies pour détacher la classe ouvrière du marxisme au profit d’une intégration dans la « communauté nationale allemande », au sens ethno-nationaliste défendu par le mouvement völkisch. Les réunions de ce club ont la plupart du temps lieu chez Römer.

## Liens avec le nazisme
En 1919, Karl Mayr fait rentrer Adolf Hitler dans ce cercle. Hitler, repéré pour ses talents oratoires par Mayr, y développe ses idées antimarxistes antisémites et nationalistes. Il rencontre Ernst Röhm, membre influent du Eiserne Faust, qui devint alors un intermédiaire clé entre Hitler et les cercles influents d'officier de la Reichswehr. Röhm suit ensuite Hitler au DAP, qui devient plus tard le NSDAP.

## Source primaire
- Ernst Röhm, Die Geschichte eines Hochverräters, Munich, 1930.